# Myxosporium roumeguerei
Myxosporium roumeguerei är en svampart som först beskrevs av Pier Andrea Saccardo, och fick sitt nu gällande namn av Pier Andrea Saccardo 1913. Myxosporium roumeguerei ingår i släktet Myxosporium, divisionen sporsäcksvampar och riket svampar.   Inga underarter finns listade i Catalogue of Life.